# 名取市文化会館
1. ・ホール内観（客席から見たステージ）
2. ・ホール内観（ステージから見た客席）
3. ・ホワイエ
4. ・建物外観 等

名取市文化会館（なとりしぶんかかいかん、英表記：NATORI PERFORMING ARTS CENTER）は、宮城県名取市にある複合文化施設。
1997年開館。「文化の森のパビリオン」をコンセプトとしている。ホールや会議室の他、ドイツの財団「ラインハルト・アンド・ソンヤ・エルンスト財団」から寄贈された多目的ホール「希望の家」なども点在している。

## 施設
1階
- 大ホール
- 総合案内
- 会議室
- 講義室1・2
- 和室／茶室
- 託児室
- カフェ

2階
- 中ホール
- 展示ギャラリー
- 音楽練習室1・2
- ミキサー室
- リハーサル室

3階
- 小ホール
- 演劇練習室

## 開館時間・休館日
開館時間
- 9:00 - 22:00[5]

休館日
- 第1、3火曜日（火曜日が祝日の場合はその翌日）[5]

## アクセス
- 電車
  - 仙台空港鉄道杜せきのした駅より徒歩8分[6]
  - JR名取駅より徒歩17分[6]

- 車
  - 駐車場あり（258台）[5]

## 周辺
- 国道4号仙台バイパス